# 1820 dans les chemins de fer
Chronologie des chemins de fer
1819 dans les chemins de fer - 1820 - 1821 dans les chemins de fer

## Évènements
- Les premiers chemins de fer arrivent en 1820.

## Naissances
- France: Auguste Anjubault, futur constructeur de locomotives à Paris.
- France: le 30 mai, François Prosper Jacqmin, futur directeur de la Compagnie des chemins de fer de l'Est[1]

## Décès
- x